# Гатико-Веруно
Га̀тико-Веру̀но (на италиански: Gattico-Veruno; на ломбардски: Gatich e Vrum, Гатик е Върум) е община в Северна Италия, провинция Новара, регион Пиемонт. Административен център на общината е градче Гатико (Gattico), което е разположено на 383 m надморска височина. Населението на общината е 5234 души (към 2019 г.).
Общината е създадена в 1 януари 2019 г. Тя се състои от предшествуващите общини Веруно и Гатико.